# Паулуччи, Филипп Осипович
Филипп Осипович Паулуччи (при рождении Филиппо Паулуччи, итал. Filippo Paulucci, 11 сентября 1779, Модена — 25 января 1849, Ницца) — маркиз, генерал от инфантерии русской и сардинской армий, дипломат, главнокомандующий в Грузии (06.07.1811-16.02.1812), Лифляндский, Курляндский, Эстляндский и Псковский генерал-губернатор, губернатор Генуи.

## Биография
Родился 11 сентября 1779 года в Модене. Отец — маркиз Джузеппе Паулуччи, уроженец Перуджи, камергер австрийского двора, переехал в Модену в 1753 году. Мать — графиня Клаудия Скутеллари, уроженка Пармы. Филиппо был пятым из восьми детей. Учился в иезуитском коллегиуме. После смерти отца в 1785 году был записан в армию Сардинского королевства. В 14 лет в чине лейтенанта поступил на службу во 2-й батальон гвардии. Участвовал в войне с Французской республикой. 27 апреля 1794 года попал в плен, но уже 7 мая был освобождён во время размена пленными. 21 апреля 1796 года в битве при Мондови, вновь попал в плен, но уже после подписания перемирия в Кераско (28 апреля 1796 года) был отпущен. Во время французской оккупации Пьемонта, за вызов на дуэль французского офицера был приговорён к трём неделям заключения в Туринской цитадели. После этого король Карл Эммануил IV присвоил Филиппо чин капитана, но 19 ноября 1796 года отправил его в отставку, наградив кавалерским крестом ордена Святых Маврикия и Лазаря. Впоследствии был принят на службу в штаб армии Цизальпинской республики, в должности адъютанта генерала Ортиса. В 1799 году, после капитуляции Мантуи (28 июля), перешёл на австрийскую службу. До 1803 года служил в Пассау. В 1805 году занимал пост коменданта крепости Каттаро. В начале 1806 года, после заключения между Францией и Австрией Пресбургского мирного договора, перешёл на службу в вассальное Франции Королевство Италия. Служил в штабе дивизии Молитора. Воевал против восставших далматинцев, принимал участие в оккупации Дубровницкой республики. В конце года выехал в Россию.

### В России
16 (28) марта 1807 года принят на службу в русскую армию в чине полковника и зачислен в Свиту Императорского Величества по квартирмейстерской части. Отправлен на войну с Турцией в должности адъютанта командующего Молдавской армией генерала Михельсона. Повёл успешные переговоры с руководителем восставших сербов Карагеоргием. 28 июня (10 июля) 1807 года была подписана конвенция, по которой Сербия принималась под покровительство императора Александра I. 27 февраля (11 марта) 1808 года награждён орденом Святой Анны 2-й степени.

В 1808 году, в должности флигель-адъютанта императора, Паулуччи выезжал с инспекцией в Финляндию, на театр войны со Швецией. Затем был назначен начальником штаба 6-й пехотной дивизии генерала Барклая-де-Толли. 22 июля (3 августа) получил чин генерал-майора. Повторно был послан с инспекцией в Финляндию. В своих докладах императору критиковал действия главнокомандующего Финляндской армией генерала Буксгевдена, отмечал, что русские войска в Финляндии страдают от нехватки людей, голода и болезней, и предложил приостановить активные боевые действия и дождаться зимы, когда шведский флот будет блокирован в портах, что позволит русским войскам действовать более успешно. Предложение обсуждалось в Санкт-Петербурге, в присутствии императора Александра I, Барклая-де-Толли, самого Паулуччи, но без Буксгевдена. Паулуччи было поручено составить новый оперативный план. Буксгевден, недовольный, что в столице больше считаются с планами Паулуччи, чем с его собственными, подал прошение об отставке, которую получил 8 (20) декабря. 7 (19) мая 1809 года Паулуччи награждён орденом Святого Георгия 4-й степени № 939 
В воздаяние благоразумных распоряжений, оказанных во время нахождения в Финляндской армии, которые содействовали к поражению неприятеля.

### На Кавказе
В начале 1809 года отправлен в Тифлис, в штаб главнокомандующего в Грузии. В августе 1809 года наследник персидского престола Аббас-Мирза предпринял попытку овладеть Елизаветполем, но встретив у Шамхора русский отряд под командованием Паулуччи, отступил к Эривани. 27 июня (8 июля) 1810 года Паулуччи назначен начальником штаба главнокомандующего в Грузии и награждён орденом Святого Владимира 3-й степени. 6 (22) сентября разбил при Ахалкалаки 5-тысячное персидское войско под командованием эриванского сардара Хусейн-Кули-хана и грузинского царевича Александра, отправленное Аббас-Мирзой для соединения с турками, сорвав таким образом совместное персидско-турецкое вторжение в Закавказье. За эту победу Паулуччи 22 октября (4 ноября) получил чин генерал-лейтенанта. 
В том же году был назначен генерал-квартирмейстером русских войск в Закавказье. 16 (28) апреля 1811 года награждён орденом Святой Анны 1-й степени и золотой шпагой «За храбрость». 6 (18) июля того же года назначен главнокомандующим в Грузии и Астраханским генерал-губернатором. Паулуччи принял начальство над Кавказом в непростое время: приходилось одновременно вести войну против турок, персов, северокавказских горцев, бороться с восстаниями на подконтрольных территориях, но успешно выходил из всех затруднений. 
8 (12) декабря посланный им отряд под командованием полковника Котляревского внезапным ударом взял Ахалкалаки, пленив турецкий гарнизон крепости. В том же месяце, в Южном Дагестане русские войска завоевали Кюру, на территории которой было создано вассальное России Кюринское ханство. 14 (26) января 1812 года Паулуччи награждён орденом Святого Владимира 2-й степени. В феврале Паулуччи и Котляревский отразили новую попытку Аббас-Мирзы вторгнуться в Закавказье. 

Ввиду готовившейся войны против Наполеона, 16 (28) февраля был вызван в Санкт-Петербург и передал командование генералу Ртищеву. 25 апреля (7 мая) награждён орденом Святого Георгия 3-й степени № 229 
В воздаяние отличных подвигов мужества и храбрости, оказанных на Кавказе против персиян.
 17 (29) июля за успешные действия в Закавказье назначен генерал-адъютантом к Его Императорскому Величеству.

### Генерал-губернатор Риги

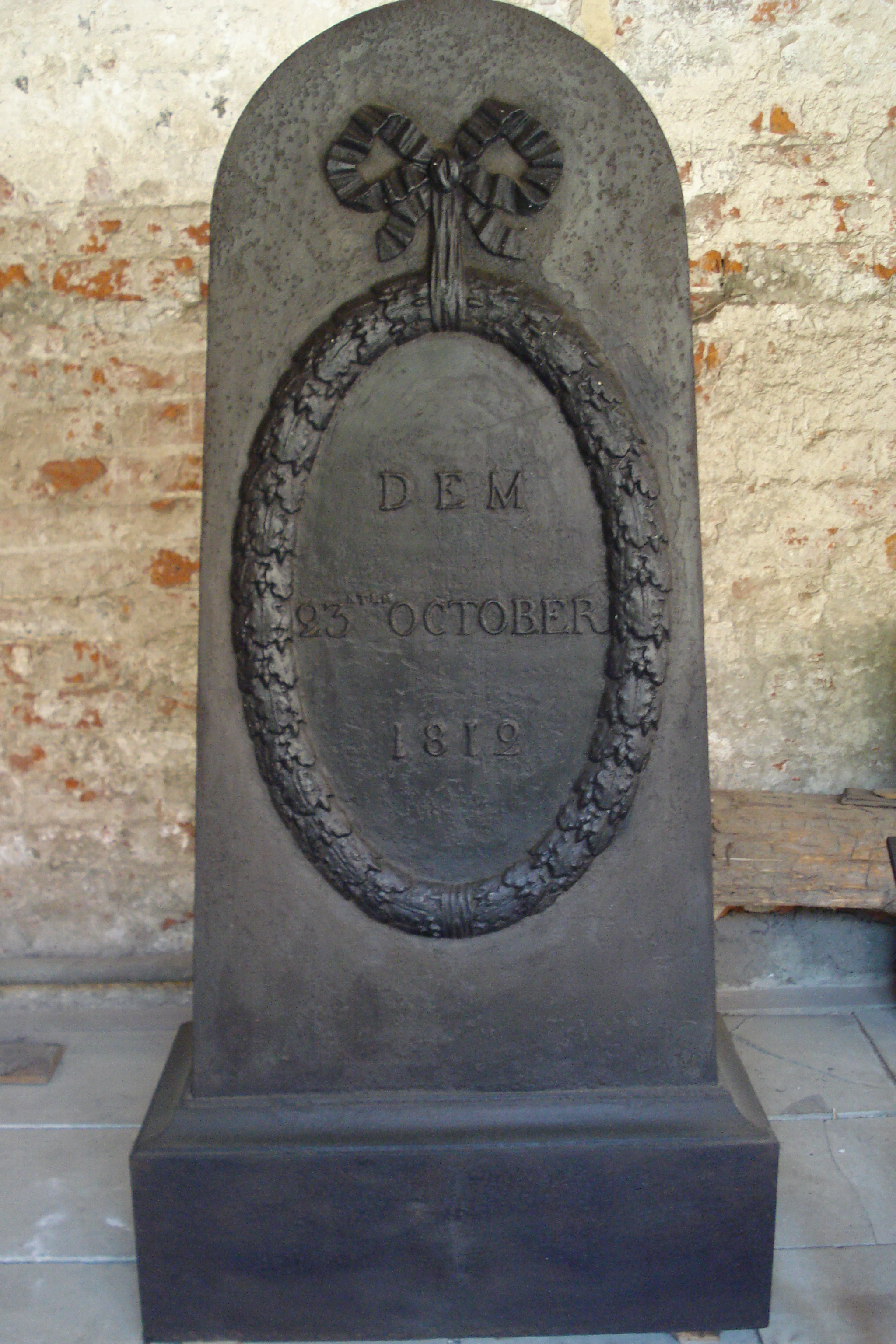
Памятник Паулуччи

В июне 1812 года назначен начальником штаба 3-й Западной, а затем 1-й Западной армии. 21 июня (3 июля) приступил к исполнению обязанностей, но уже 29 июня (11 июля) под предлогом болезни был удалён Барклаем-де-Толли из действующей армии. 17 (29) октября сменил генерала Эссена на посту Рижского военного губернатора и командира отдельного корпуса, став одновременно Лифляндским и Курляндским генерал-губернатором. Руководил боевыми действиями на Рижском направлении, против корпуса Макдональда. Вступил в тайные переговоры с командиром прусского корпуса генералом Йорком, результатом чего стало подписание Таурогенской конвенции (с русской стороны конвенцию подписывал генерал-майор Дибич) и прекращение корпусом военных действий против России. С 8 (20) декабря руководил преследованием остатков французских войск и 15 (27) декабря взял Мемель. 25 декабря 1812 (6 января 1813) года награждён орденом Святого Александра Невского. В это время, 9 сентября 1813 года в Модене, которая входила в состав вассального Франции Королевства Италия, Паулуччи за государственную измену был заочно приговорён к смертной казни и конфискации имущества, через два дня состоялась символическая «казнь».
После завершения боевых действий, при его деятельном руководстве было проведено восстановление сожжённых в 1812 году предместий Риги, благодаря чему город приобрёл современную квартальную планировку; помимо того, началось устройство Верманского сада, появилось уличное освещение, была введена нумерация домов. 10 (22) октября 1814 года, по инициативе Паулуччи на Замковой площади Риги состоялась закладка первого камня на месте будущего памятника в честь победы над Наполеоном в Отечественной войне 1812 года. В закладке принимал участие Барклай-де-Толли. Сам памятник — Колонна победы — был открыт 15 (27) сентября 1817 года. 30 ноября (12 декабря) 1815 года, пребывавший в Риге император Александр I, будучи в восторге от «нового города», наградил Паулуччи алмазными знаками к ордену Святого Александра Невского. Вернувшись в Петербург, император в 1816 году предоставил Риге беспроцентный кредит в 500 тысяч рублей сроком на двадцать лет, позже срок был продлён ещё на пятнадцать лет. В 1817 году в башне Святого Духа Рижского замка, при содействии Паулуччи, была организована астрономическая обсерватория.
В 1814 году, по предложению Паулуччи, была создана комиссия по подготовке крестьянской реформы в Курляндии, и аналогичная комиссия в Лифляндии. При его активном участии в Курляндии (25 августа (6 сентября) 1817 года) и Лифляндии (26 марта (7 апреля) 1819 года) было отменено крепостное право. Ранее, 23 мая 1816 года, крепостное право было отменено в Эстляндии.
В 1819 году под управление Паулуччи переходит Эстляндская губерния, а в 1823 году — Псковская. 12 (24) декабря 1823 года ему был присвоен чин генерала от инфантерии.
В 1829 году Паулуччи трижды безуспешно посылал в Петербург предложение об отмене крепостного права в Псковской губернии.
Предложил построить канал между Чудским озером и Балтийским морем.
По его предложению правительственные указы переводились на латышский и эстонский языки, и, в таком виде, зачитывались в церквях крестьянам. Финансировал государственные школы, тем самым подрывая церковную монополию на образование, содействовал внедрению в школах образования уровня гимназии, открыл в Лифляндии две учительские семинарии. Эти мероприятия способствовали повышению уровня грамотности среди прибалтийских крестьян (на их языках): в 1830 году около 60 % крестьян были грамотными.
По приказу императора Николая I, под руководством Паулуччи в 1826—1828 годах было собрано и предоставлено в Государственный совет 23 тома законов и привилегий дворянства и городов прибалтийских губерний, на немецком, латинском и шведском языках, на основе которых в 1845 году был издан Свод местных узаконений губерний остзейских.
В 1824—1826 годах Паулуччи, совместно с псковским губернатором Адеркасом, было поручено осуществлять надзор за сосланным в Михайловское Пушкиным.
Паулуччи тяжело переживал смерть императора Александра I, с которым у него сложились дружеские отношения. На банкете в честь нового императора Николая I, не сдержал слёз в тот момент, когда должен был произнести тост в честь нового императора. Новый император не сочувствовал либеральной политике Паулуччи и склонялся к поддержке остзейского дворянства, недовольного, что Паулуччи стремился ограничить их привилегии. В феврале 1829 года произошла ссора между Паулуччи и местным дворянином, который вызвал его на дуэль. Паулуччи не принял вызов, мотивируя свой отказ тем, что вызов генерал-губернатору равносилен вызову самому императору. Информация о ссоре дошла до императора, который признал правоту Паулуччи, но не хотел портить отношения с местным дворянством. Положение Паулуччи пошатнулось в октябре того же года, когда в Ригу прибыла императрица Александра Фёдоровна. Она не только публично раскритиковала резиденцию генерал-губернатора — Рижский замок, но и потребовала, чтобы на балу в её честь присутствовали противники Паулуччи, на что он ответил отказом, узнав о котором, Николай I поручил министру внутренних дел Закревскому отправить Паулуччи выговор. Паулуччи распорядился улучшить эстетический облик и жилищные условия Рижского замка. В свою защиту писал в Петербург, что его отношения с остзейским дворянством были хорошо известны в столице, и что он не получал никаких инструкций, исправляющих его политику в отношении местного дворянства. В декабре подал прошение об отставке и разрешении покинуть Россию. 1 (13) января 1830 года вышел в отставку, с правом ношения мундира, и середине февраля покинул Россию.
В память о деятельности маркиза Филиппа Паулуччи по благоустройству Риги в Малом Верманском парке в 1851 году установили обелиск Паулуччи. Еще в 1816 году горожане хотели ему установить памятник, но Паулуччи запретил. Поэтому на чугунном обелиске только два медальона с надписями на русском и немецком языках с двух сторон «Dem 23sten Oktober 1812» и «В память 23го октября 1812» — дата его прибытия в Ригу.
В 1938 г. на территории Малого Верманского сада было построено здание Кабинета Министров, и обветшавший чугунный обелиск переместили в Капитул Домского собора, где он находится до сих пор. В 2003 году по заказу рижского предпринимателя Евгения Гомберга Санкт-Петербургские литейщики мастерской Дениса Гочияева изготовили точную копию обелиска, которая была установлена в Верманском парке.
В 1885 г. Большую Парковую улицу, идущую вдоль Верманского парка, назвали улицей Паулуччи. Однако в 1923 её переименовали в улицу Меркеля. Гарлиб Меркель — современник и друг Паулуччи, чью публицистическую деятельность Паулуччи энергично поддерживал.

### В Сардинском королевстве
Ещё будучи в России, Паулуччи поддерживал контакты с сардинским королём Карлом Феликсом и его двоюродным братом и наследником Карлом Альбертом, с которым познакомился во время поездки в Италию в 1821 году. Из России Паулуччи отправился во Францию, а затем в Сардинское королевство. 28 июля 1830 года Карл Феликс присвоил Паулуччи чин генерала армии и назначил его генерал-инспектором пехоты и кавалерии. В августе Паулуччи стал главнокомандующим всей Сардинской армии, за исключением королевских карабинеров. Провёл реорганизацию сардинской пехоты. По его инициативе 25 октября 1830 года была создана экспериментальная пехотная бригада «Савойя», состоявшая из двух полков, по 13 рот каждый. В январе 1831 года были созданы ещё несколько бригад подобного типа. Военная реформа Паулуччи имела как сторонников, так и противников, среди которых был и наследник престола Карл Альберт, который 27 апреля 1831 года стал королём. В августе Паулуччи был отстранён от должности главнокомандующего и генерал-инспектора. После его увольнения Карл Альберт упразднил чин генерала армии.
7 января 1832 года Паулуччи был награждён Командорским крестом ордена Святых Маврикия и Лазаря. В марте назначен губернатором и дивизионным начальником Новары. В начале 1834 года назначен губернатором и дивизионным начальником Генуи, где в феврале жестоко подавил восстание сторонников «Молодой Италии». По мере возможностей пытался смягчить приговоры в отношении некоторых сторонников Мадзини, однако не мог (или не хотел) добиться пересмотра заочного смертного приговора в отношении Гарибальди — руководителя восстания. В апреле 1835 года награждён Высшим орденом Святого Благовещения.
В 1835 году в Тулоне вспыхнула эпидемия холеры. Несмотря на закрытие границы между Францией и Сардинским королевством, в августе в Генуе также началась эпидемия, в результате которой умерло около 2 тысяч из 85 тысяч жителей Генуи. Энергичные действия Паулуччи способствовали прекращению эпидемии, уже в сентябре Геную посетил король Карл Альберт.
В период своего губернаторства в Генуе Паулуччи постоянно заботился о санитарном состоянии города и улучшении его планировки: в районе генуэзского порта были построены подъездные террасы и набережная короля Карла Альберта (после Второй Мировой войны переименована в честь Антонио Грамши (Via Antonio Gramsci)); создан городской водопровод; в 1844 году, по проекту архитектора Карло Барабино, под руководством архитектора Джованни Баттиста Резаско (ученик предыдущего) было основано, а затем расширено Монументальное кладбище Стальено.
5 ноября (24 октября) 1845 года пребывавший в Италии император Николай I наградил Паулуччи орденом Святого Владимира 1-й степени.
В 1845 году в Генуе были образованы три научных ассоциации. Паулуччи, полагая, что действия этих ассоциаций носят политический характер, запретил их публичные выступления. Однако, не препятствовал проведению в Генуе Общеитальянской учёной конференции (14—29 сентября 1846 года), в которой участвовали представители от всех итальянских государств, в том числе от Папской области, и обсуждалась политическая судьба Италии.
Между тем, ситуация во всей Италии изменилась, в связи с избранием на папский престол Пия IX в 1846 году и общеевропейским экономическим кризисом 1846—1847 годов, который вызвал повышение Австрией таможенных тарифов, что отразилось на экономике Генуи. В августе 1847 года в Сардинском королевстве начались демонстрации с требованиями отправить в отставку наиболее реакционных сановников: министра иностранных дел Соларо, главнокомандующего Сардинской армией Латура и губернатора Генуи Паулуччи. Ситуация становилась напряжённой. 11 декабря 1847 года Паулуччи был отправлен в отставку.
В марте 1848 года король Карл Альбер предложил Паулуччи вновь принять должность главнокомандующего Сардинской армией, но Паулуччи, сославшись на возраст и состояние здоровья, отклонил это предложение.
Умер 25 января 1849 года в Ницце. Похоронен в церкви Санти-Джакомо-э-Филиппо в Мирандоле.

### Семья и потомки
22 мая 1804 года в Вене женился на курляндской графине Вильгельмине-Франциске фон Коскуль (1778—1824), дочери графа Священной Римской империи Иосифа-Вильгельма фон Коскуль (1749—1805) и Филиппины фон Виттен (1749—1823).
7 февраля 1825 женился на Клавдии Кобле (1801—1844), дочери генерала Томаса Кобле, англичанина, поступившего на русскую службу во времена Екатерины II.
Третий раз женился на баронессе Марии фон Куршель, которая пережила его.
Его сын, Александр-Николай Филиппович Паулуччи (1840—1893), — выпускник Пажеского корпуса, камергер Императорского двора. С 1881 года женат вторым браком на Елизавете Михайловне Мартыновой, в качестве приданого получил винокуренный завод, два трактирных заведения, рыбную лавку, каменоломню, 10990 десятин земли в Свияжском уезде Казанской губернии. Именным Высочайшим указом императора Александра III от 5 (17) декабря 1890 года ему дозволено с нисходящим потомством пользоваться в России титулом маркиза.
Внук, Виктор Александрович Паулуччи (1873—1920), в 1892 году окончил Пажеский корпус. Служил в Кавалергардском полку. В 1894 году получил чин корнета гвардейской кавалерии. Камергер Императорского двора. В 1914—1917 годах — свияжский уездный предводитель дворянства.

## Послужной список
- 16 (28) марта 1807 год — полковник
- 22 июля (3 августа) 1808 год — генерал-майор
- 22 октября (3 ноября) 1810 год — генерал-лейтенант и генерал-квартирмейстер
- 17 (29) июля 1812 год — генерал-адъютант
- 12 (24) декабря 1823 год — генерал от инфантерии
- 28 июля 1830 год — генерал армии и генерал-инспектор (Сардинское королевство)

## Награды
- Орден Святого Георгия 3-й степени (25.04.(07.05.)1812)
- Орден Святого Георгия 4-й степени (07(19).05.1809)
- Орден Святого Владимира 1-й степени (24.10.(05.11.)1845)
- Орден Святого Владимира 2-й степени (14(26).01.1812)
- Орден Святого Владимира 3-й степени (27.06.(09.07.)1810)
- Орден Святого Александра Невского (25.12.1812(06.01.1813))
- Алмазные знаки к ордену Святого Александра Невского (30.11.(12.12.)1815)
- Орден Святой Анны 1-й степени (16(28).04.1811)
- Орден Святой Анны 2-й степени (27.02.(11.03.)1808)
- Серебряная медаль «В память Отечественной войны 1812 года»
- Бронзовая медаль «В память Отечественной войны 1812 года»
- Золотая шпага с надписью «За храбрость» (16(28).04.1811)
- Высший орден Святого Благовещения (Сардинское королевство, 04.1835)
- Командор ордена Святых Маврикия и Лазаря (Сардинское королевство, 07.01.1832)
- Кавалер ордена Святых Маврикия и Лазаря (Сардинское королевство, 19.11.1796)